# Vadiče
Vadiče este o localitate din comuna Tržič, Slovenia, cu o populație de 18 locuitori.